# Justice League Task Force
Justice League Task Force é um jogo eletrônico de luta co-desenvolvido pela Sunsoft, Blizzard Entertainment e Condor, e distribuído pela Acclaim para os sistemas Super Nintendo e Mega Drive em 1995. O jogo apresenta personagens da Liga da Justiça da DC Comics, incluindo Aquaman, Arqueiro Verde, Batman, Flash, Mulher-Maravilha e Superman.

## História
Darkseid inicia um ataque ao planeta Terra, destruindo uma base militar no processo. O jogador assume o controle de um membro da Liga da Justiça de sua escolha e busca os demais membros para obter informações, apenas para ser atacado por eles. À medida que o herói derrota os outros membros da Liga, descobre que estes são, na verdade, duplicatas androides. Com essa revelação, o herói enfrenta Mulher-Leopardo e Despero em busca de mais informações. Ambos conduzem o herói até Darkseid, que então o força a lutar contra sua própria duplicata. Após derrotar o clone, o herói deve enfrentar Darkseid em pessoa. Com a vitória sobre o vilão, os outros membros da Liga são libertados e a base militar é restaurada.

## Recepção
Justice League Task Force recebeu predominantemente críticas negativas. Os quatro avaliadores da Electronic Gaming Monthly atribuíram à versão para Mega Drive uma nota de 5,875 de 10, apontando falhas na animação truncada, no número limitado de movimentos e, principalmente, nos controles insatisfatórios, que, segundo eles, tornam a execução de movimentos especiais "trabalho demais para ser divertido." A GamePro também emitiu avaliações negativas para as versões de Mega Drive e Super Nintendo, destacando de forma semelhante os controles deficientes, os movimentos especiais pouco impressionantes e os sprites que aparentam ser bons em imagens estáticas, mas são desagradáveis em animação.
A Next Generation avaliou ambas as versões do jogo e concedeu duas de cinco estrelas. Em relação à versão de Mega Drive, afirmaram: "se você apertar os olhos, poderia jurar que está jogando qualquer um dos muitos outros jogos de luta; isso não significa que Justice League seja horrível, é apenas bastante comum." Para a versão de SNES, comentaram: "fãs de quadrinhos e de jogos de luta podem se divertir, mas o restante provavelmente achará o jogo monótono."